# 천등산 (전북)
천등산(天燈山)은 전북특별자치도 완주군 운주면 장선리, 산북리, 금당리에 있는 높이 707m의 산이다.후백제를 세우기 위해 견훤이 돌을 쌓고 전주성을 치려는데 연못 속에서 용이 닭 우는 소리를 내고 산신이 환한 빛을 발하여 앞길을 밝히므로 승리를 거두었다는 데서 그 이름이 유래한다.
금남정맥과 금강기맥(실질적인 금남정맥) 사이에 위치하고 있으며, 북쪽에는 괴목동천(옥계천)이 남쪽에는 장선천(용계천)이 흘러 천등산 서쪽에서 만나 논산천으로 흐른다. 산의 동쪽에는 탄현(숯고개)이 있는데 삼국시대 김유신이 황산벌로 가기위해 넘었다던 탄현의 후보지 중 하나로 알려져 있다. 산의 남쪽에는 백제시대 쌓았다는 용계산성(용계성)이 자리하고 있다. 시야가 좋은 날에는 북쪽으로 계룡산, 서쪽으로 천호산, 동쪽으로 서대산, 남쪽으로 운장산까지 조망할 수 있다.
산의 기운이 좋아 민간신앙 기도처가 여러곳이 있으며 무량교(또는 무량대도회)의 발상지다.

## 같이 보기
- 한국의 산